# Smolensk oblast
Smolensk oblast, (russisk: Смоленская область, tr. Smolenskaja oblast) er en af 46 oblaster i Den Russiske Føderation. Oblasten har et areal på 49.779 km² og 958.630(2016) indbyggere. Det administrative center i oblasten ligger i byen Smolensk.

## Geografi
Smolensk oblast grænser op til Pskov oblast mod nord, Tver oblast mod nordøst, Moskva oblast mod øst, Kaluga og Brjansk oblast mod syd samt Mahiljow og Vitebsk voblaster i Hviderusland mod vest og nordvest. Smolensk oblast er således en del af grænsen mellem Hviderusland og Rusland.

### Klima
Smolensk oblast har et tempereret fastlandsklima. Januar er den koldeste måned med en gennemsnitstemperatur på -9 °C, juli er den varmeste måned med en gennemsnitstemperatur på 17 °C. Nedbøren varierer fra 630 til 730 mm pr. år.

## Historie
I 1100-tallet oplevede det uafhængige fyrstendømme Smolensk sin storhedstid og omfattede en stor del af Smolensk-området.
Fra midten af 1200-tallet var fyrstendømmet i tilbagegang. Fra 1404 var området en del af Storfyrstendømmet Litauen. I 1514 blev Smolensk området knyttet til Storfyrstendømmet Moskva. Efter Forvirringens tid, ifølge Deulino våbenhvilen i 1618 tilfaldt Smolenskområdet Den polsk-litauiske realunion.
Endelig blev Smolenskområdet blev en del af Zar-rusland i 1654 i forbindelse med den polsk-russiske krig 1654-1667.
Smolensk guvernement blev grundlagt i 1708.
Smolensk oblast blev stiftet den 27. september, 1937.

## Politik
Ved det russiske præsidentvalg i 2008 var Smolensk oblast den region, hvor Dmitrij Medvedev fik sit dårligste resultat – "kun" 59,3 % af vælgerne i provinsen stemte på Medvedev.
Guvernøren i oblasten, Aleksej Ostrovskij, er medlem af Ruslands liberaldemokratiske parti.